# ハナ・クトゥラ
ハナ・クトゥラ（ラテン翻記: Hana Čutura、1988年3月10日 - ）は、クロアチアの女子バレーボール選手。元クロアチア代表。

## 来歴
クロアチアのザグレブ出身。父はバスケットボールユーゴスラビア代表でソウルオリンピック銀メダリストのゾラン・クトゥラ、母も元バレーボールユーゴ代表というスポーツ一家に生まれる。
ハナはザグレブのHAOK Mladost ZagrebとMOK Zagrebユースチームに入団し、2006年には優勝を経験している。その後、ナショナルユースチームやジュニアチームでもプレーしている。2010年から2013年まではドイツブンデスリーガのUSCミュンスターで活躍した。
2011年、欧州選手権に出場、2012年のロンドン五輪ヨーロッパ大陸予選に出場した。
2013年9月24日、NECレッドロケッツはハナの入団を発表した。2013/14Vプレミアリーグでは前半はオポジットで、後半はミドルブロッカーとして出場した。その後、ポーランド、アゼルバイジャン、フランスのクラブリーグで活躍している。

## 所属クラブ
- USC ミュンスター（2010-2013年）
- NECレッドロケッツ （2013年-2014年）
- Impel Wrocław（2014-2015年）
- ロコモティフ・バクー（2015-2016年）
- Volley-Ball Nantes（2016-2017年）
- Budowlani Łódź（2017-2018年）
- Volley-Ball Nantes（2018-2019年）
- Marinerang Pilipina Lady Skippers（2019-2020年）
- CDA Talmassons（2020-2021年）
- Hapoel Kfar Saba（2021-2022年）
- OK Don Bosco（2023年-）

## 球歴
- クロアチア代表: 2010-2012年